# Филипа Азиведу
Филипа Азиведу (на португалски: Filipa Daniela Azevedo de Magalhães), е португалска певица, която ще представя Португалия с песента „Há dias assim“ на Евровизия 2010 в Осло.